# Gáziábád
Gáziábád (hindi nyelven: ग़ाज़ियाबाद, angolul: Ghaziabad) város India területén, Uttar Prades szövetségi államban, Delhitől keletre, annak mintegy elővárosa. Lakossága 1,63 millió fő volt 2011-ben.
Az állam egyik legnagyobb ipari központja. Gazdaságában a fémfeldolgozás, az elektronikai ipar és a gépipar emelkedik ki. Többek között vasúti vagonokat, dízel motorokat, kerékpárokat, üveget, kerámiát, autóalkatrészeket állítanak itt elő.

## Fordítás
- Ez a szócikk részben vagy egészben  a   Ghaziabad, Uttar Pradesh című angol Wikipédia-szócikk fordításán alapul.  Az eredeti cikk szerkesztőit annak laptörténete sorolja fel. Ez a jelzés csupán a megfogalmazás eredetét és a szerzői jogokat jelzi, nem szolgál a cikkben szereplő információk forrásmegjelöléseként.
- Ez a szócikk részben vagy egészben  a   Ghaziabad című francia Wikipédia-szócikk fordításán alapul.  Az eredeti cikk szerkesztőit annak laptörténete sorolja fel. Ez a jelzés csupán a megfogalmazás eredetét és a szerzői jogokat jelzi, nem szolgál a cikkben szereplő információk forrásmegjelöléseként.